# Machi Tawara
Machi Tawara (俵万智 Tawara Machi?) (n. 31 decembrie 1962, districtul Kitakawachi, actualmente municipiul Kadoma, prefectura Osaka) este o poetă, romancieră, eseistă, critic literar și traducătoare japoneză.

## Biografie
Născută la Osaka, se mută la vârsta de 14 ani cu familia în prefectura Fukui, unde merge la liceu. După terminarea liceului urmează din 1981 cursurile Universității Waseda, Facultatea de limbă și literatură japoneză. După terminarea facultății în 1985, a predat limba și literatura japoneză până în 1989 la liceul Hashimoto din orașul Sagamihara, prefectura Kanagawa.
Încă din timpul facultății a început să scrie poeme tanka, fiind inspirată de mentorul său, poetul Yukitsuna Sasaki.
În afară de peste 10 volume de versuri, a publicat și peste 30 de volume de eseuri, printre care Nihongo wa suteki („Ce frumoasă e limba japoneză!”) (1993), Konnichiwa furusato (Bună ziua, oraș natal”) (1995), 101 ko me no remon („A 101-a lămâie”) (2001).

## Cronologie
- 1986 - „Premiul Kadokawa”, secția tanka, pentru a doua colecție de poezii pe care a publicat-o, Hachigatsu no asa („Dimineață de august”),
- 1987 - Publică volumul de versuri Sarada kinenbi, care devine bestseller vânzând 3 milioane de exemplare în Japonia și 6 milioane în lume.[3]
- 1988 - i se decernează „Premiul Asociației Poeților Tanka Contemporani” (現代歌人協会賞?) pentru volmul Sarada kinenbi
- 2003 - 3 noiembrie, naște un fiu fără să fie căsătorită
- 2003 - primește „Premiul Murasaki Shikibu pentru literatură” pentru volumul Ai suru Genji monogatari.
- 2006 - primește „Premiul Wakayama Bokusui” pentru volumul Pū-san no hana.
- 2009 - 10 mai, primește „Premiul Best Mother”

## Scrieri (selecție)
- Sarada kinenbi (サラダ記念日 „Aniversarea salatei”?) (1987)
- Kaze no tenohira (かぜのてのひら „Palma vântului”?) (1991)
- Chokorēto kakumei (チョコレート革命 „Revoluția ciocolatei”?) (1997)
- Torianguru (トリアングル „Triunghi”?), roman, 2004
- Pū-san no hana (プーさんの鼻 „Nasul ursulețului Winnie”?), poezii (2005)